# TV Voerde
Der TV Voerde 1920 ist ein Sportverein aus Voerde mit rund 2100 Mitgliedern in den Abteilungen, Faustball, Fußball, Handball, Kanu, Leichtathletik, Schwimmen, Budo, Triathlon, Tischtennis, Turnen und Volleyball.

## Abteilungen

### Faustball
Im TV Voerde wird seit dessen Bestehen Faustball gespielt, die ersten Mannschaften nahmen an den Meisterschaftskämpfen des damaligen Rhein-Lippe-Gaues teil. Mit Beginn des Zweiten Weltkriegs kam der Sportbetrieb jedoch teils zum Erliegen. Erst 1966 wurde die Faustballabteilung wieder neu gegründet. 1972 bildeten sich dann zunächst eine Frauen- und eine Männermannschaft, denen dann eine weibliche Jugendmannschaft und eine Schülermannschaft folgten. 1974 nahmen die Voerder Mannschaften dann erstmals an Meisterschaftsspielen und Turnieren teil. 1976 wurde die weibliche Jugendmannschaft Deutscher Hallenmeister und die Schülermannschaft in der gleichen Saison Deutscher Vizemeister. Die Damenmannschaft belegte im Anschluss an den Aufstieg in die Feld-Bundesliga 1979 direkt Platz zwei und erreichte den siebten Platz bei der deutschen Meisterschaft. 1982 folgte jedoch der vorläufige Abstieg aus der Bundesliga.
Seit 1992 spielen die Frauen wieder in der Feld-Bundesliga und wurden 2000, 2001 und 2006 Deutscher Meister. Noch erfolgreicher waren die Frauen in der Hallen-Bundesliga seit ihrem Aufstieg im Jahre 1995. Sie wurden 1996, 1998, 2001, 2003 und 2005 Deutscher Hallenmeister. Im Anschluss konnte sogar der Europapokal in der Halle in den Jahren 1999, 2000, 2001, 2004, 2005 und 2008 sowie auf dem Feld in den Jahren 2000 und 2004 gewonnen werden. Den größten Erfolg in der Vereins- und Abteilungsgeschichte stellte jedoch der Weltpokalgewinn 2001 gegen die brasilianische Mannschaft Sogipa Porto Alegre dar.
Im Sommer 2004 startete erstmals eine zweite Damenmannschaft in der Zweiten Bundesliga und machte mit einem Durchmarsch auf Platz eins in der Abschlusstabelle auf sich aufmerksam. Die Mannschaft musste jedoch auf die Aufstiegsspiele verzichten, da nur eine Mannschaft je Verein in der ersten Liga spielen darf.
1989 und 1990 wurde die Frauenmannschaft der über 30-Jährigen zweimal in Folge Deutscher Meister. In der Hallensaison 2003/04 bildete sich aus ehemaligen Bundesligaspielerinnen wieder eine Frauen AK-30, die auf Anhieb Deutscher Meister wurde und dies 2005 und 2006 wiederholte. 1997 nahm erstmals eine Männer AK-30-Mannschaft an einer deutschen Meisterschaft teil und erreichte 1998 den vierten Platz bei der deutschen Hallenmeisterschaft.
Beim Gewinn der Europameisterschaft 1996 stand mit Nicole Struif und beim Gewinn der Faustball-Weltmeisterschaft 1998 und 2006 sowie der Europameisterschaft 2005 mit Petra Schmitthuysen je eine Spielerin des TV Voerde im Kader der deutschen Frauen-Nationalmannschaft.
In den Jahren 1991, 1993 und 2002 war Voerde Ausrichter der deutschen Jugendmeisterschaften. Im März 2006 richtete die Abteilung die deutschen Meisterschaften der Damen im Hallenfaustball aus.
Insgesamt konnte der TV Voerde bis Ende des Jahres 2006 18 deutsche Meistertitel, 16 deutsche Vizemeisterschaften, sieben Europapokalsiege und einen Weltpokalsieg verbuchen.
Die Tatsache, dass Nachwuchsarbeit in der Voerder Faustballabteilung großgeschrieben wird, zeigt auch das Vorhandensein von Minimannschaften seit Mitte der 1980er Jahre. Hier spielen Mädchen und Jungen bis zu einem Alter von 12 Jahren gemeinsam in einer Mannschaft. Seit ihrer Gründung gewannen Voerder Minis bisher 14 rheinische Meisterschaften, die den höchsten Titel für Mini-Mannschaften vergeben. Ehemalige Mini-Spieler und -Spielerinnen bilden heute das Gerüst vieler Erwachsenenmannschaften.

### Basketball
1995 erfolgte die Gründung der Abteilung. In den ersten Jahren war man wenig erfolgreich. 1998 gewannen die Minis den ersten Pokaltitel, es folgten weitere Pokalsiege der Herren 1 2002 und 2003, der Herren 2 2006 und der männlichen U16 2004. Die offene U14 errang 2002 und 2007 die Kreismeisterschaft. Bei den Herren gelang der Aufstieg bis in die Oberliga in der Saison 2008/09, aus der man aber sofort wieder abstieg. Nachdem die letzte Mannschaft, eine U16-Jungen, während der Saison 2015/16 vom Spielbetrieb der Jugendoberliga zurückgezogen wurde, erfolgte 2017 die Auflösung der Abteilung.

### Fußball
Die Fußballabteilung des TV Voerde hat nur wenig sportliche Erfolge vorzuweisen. Die erste Herrenmannschaft pendelte in früheren Jahrzehnten meist zwischen Kreis- und Bezirksklasseniveau. Letztmals spielte der Verein 1990/91 in der Bezirksliga Niederrhein, dann verabschiedete man sich in die Niederungen der Kreisliga A. 20 Jahre später, in der Saison 2010/11, schaffte die erste Mannschaft nach mehreren Entscheidungsspielen die Rückkehr in die Bezirksliga. Als Kreisliga-A-Tabellenführer war man punktgleich mit Viktoria Wehofen und so musste ein Entscheidungsspiel die Meisterschaftsfrage klären, welches der TV Voerde vor 2000 Zuschauern mit 3:4 im Elfmeterschießen verlor. Nunmehr als Tabellenzweiter folgte ein Relegationsspiel gegen TuSpo Saarn, das die Voerder vor 1000 Besuchern mit 1:0 nach Verlängerung für sich entschieden und den Aufstieg sicherstellten.
2018 schaffte die A-Jugend des TV Voerde den Aufstieg in die A-Junioren-Niederrheinliga. In der Qualifikationsgruppe konnten sie sich sowohl gegen VfL Rhede (3:0), als auch den SV Straelen (2:0) durchsetzen. Der SV Union Velbert schenkte das letzte Spiel zudem ab und machte somit den Aufstieg perfekt. In der Saison 2023/24 schaffte die erste Mannschaft den erneuten Aufstieg in die Bezirksliga.

### Leichtathletik
Bei den Olympischen Spielen 1984 in Los Angeles gewann mit Heike Schulte-Mattler eine Athletin des Vereins eine Bronzemedaille mit der 4-mal-400-Meter-Staffel. Zwei Jahre zuvor hatte sie den deutschen Meistertitel im 200-Meter-Lauf gewonnen.

### Triathlon
Die Triathlon-Abteilung unter dem Namen Triminators organisiert seit 2005 den Voerder Triathlon. Bekannteste Starterin der Triminators ist Mareen Hufe.

### Volleyball
Die Volleyballabteilung des TV Voerde umfasst je zwei Damen- und Herrenmannschaften im Ligaspielbetrieb sowie Mannschaften im Hobbysportbereich.